# Dendrologija
Dendrologija (grč. dendron-drvo ogos-riječ, znanost i grafein- pisati) znanost je o poznavanju drvenastog bilja. Ona je dio botanike, koji se bavi sistematikom i vanjskom morfologijom drveća, grmlja i polugrmlja.
Dendrologija ima više pravaca istraživanja i razvoja: 
1. Šumarska dendrologija - proučava domaće, samonikle (autohtone, indigene) i strane (alohtone, egzotične) vrste, koje su od značaja u produkciji drveta, za pošumljavanje, šumske kulture, plantaže i zaštitne pojaseve;
2. Hortikulturna dendrologija – izučava vrste koje nalaze primjenu pri ozelenjavanju naselja, parkova, vrtova, drvoreda i sl.;
3. Voćarska dendrologija - bavi se drvenastim vrstama zastupljenim u voćnjacima.

Zemlja kao planet bogata je drvenastim biljkama. Smatra se, da u Europi ima oko 10.000 drvenastih vrsta. Mnoge od vrsta unesene su iz gospodarskih, ali i dekorativnih razloga.
Dobro poznavanje dendrologije temelj je mnogih šumskih disciplina, prije svega uzgajanja šuma, šumskih kultura i plantaža, kao i oplemenjivanja šumskog drveća. U svojim proučavanjima ona se oslanja na botaniku, pedologiju, klimatologiju i neke druge discipline.

## Galerija
- Stablo, grm i povijuše
- Ilustracija tise
- Ilustracija američkoga tulipanovca
- Golosjemenjače